# Geometry E

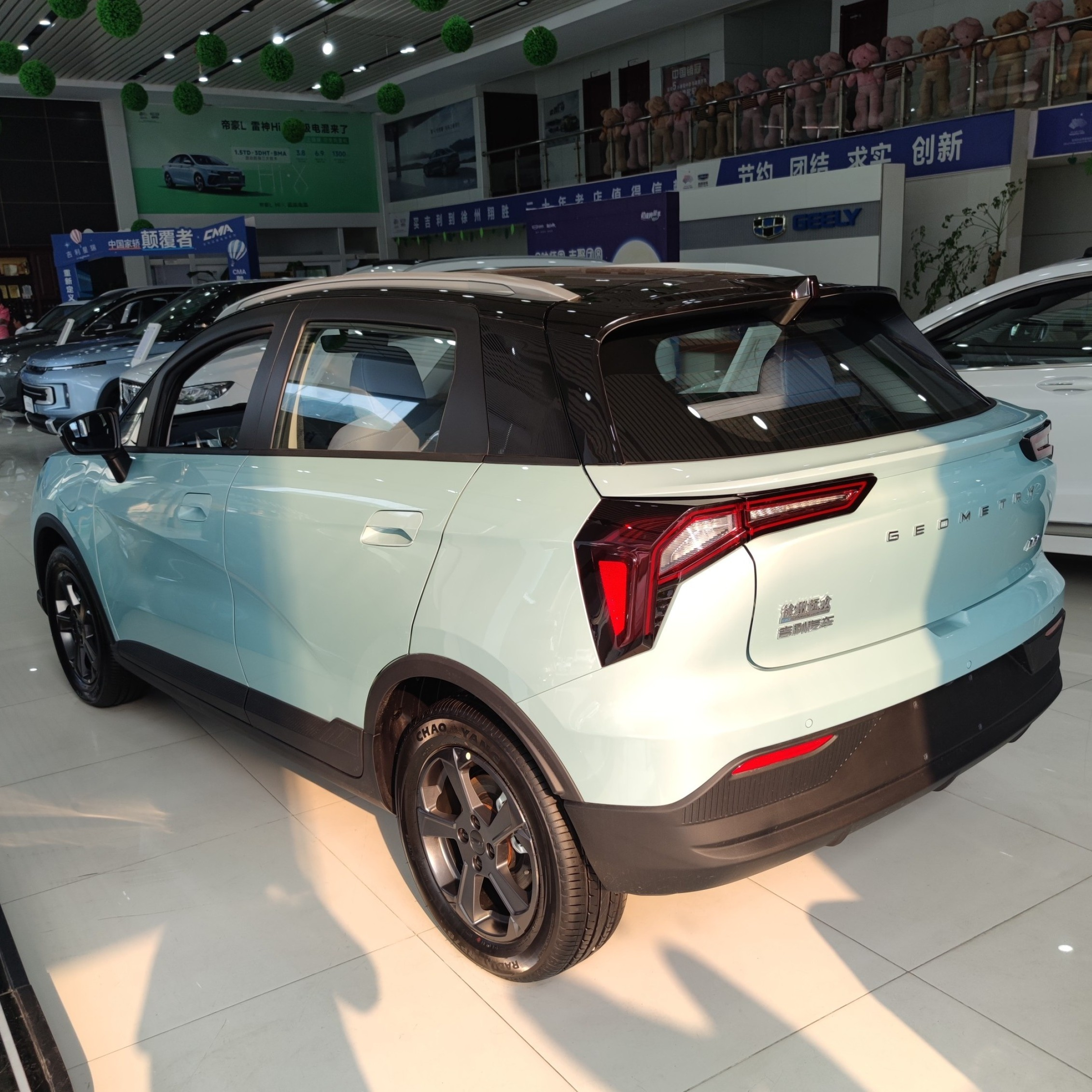
Вид сзади

Geometry E — среднеразмерный электромобиль-кроссовер, выпускаемый китайской компанией Geely Automobile с 2022 года.

## Описание
После Geometry A и Geometry C, автомобиль Geometry E третий по счёту. Автомобиль производится с отделками Cute Tiger, Linglong Tiger и Thunder Tiger.
Цена на автомобиль Geometry E Cute Tiger составляет $12 947 (86 800 юаней), тогда как цены на автомобили Linglong Tiger и Thunder Tiger составляют $14 588 и $15 483.
Напряжение аккумулятора Geometry E составляет 33,5 и 39,4 кВт⋅ч. Автомобиль оснащён электродвигателем TZ160XS601 производства GLB Intelligent Power Technologies мощностью 60 кВт и крутящим моментом 130 Н*м, что даёт максимальную скорость 121 км/ч. До 80% автомобиль заряжается за полчаса.
В салоне присутствуют два 10,25-дюймовых сенсорных экранов.